# Магомедов, Амет-Хан Гарунович
Амет-Хан Гарунович Магомедов (родился 1 января 1973 года, Махачкала, Дагестанская АССР, СССР) — российский киноактёр, кинорежиссёр, сценарист и монтажёр.

## Биография
Амет-Хан Магомедов родился и вырос в Дагестане. В 1992 году поступил в Московский физико-технический институт на факультет общей и прикладной физики. В 1996 поступил на режиссёрский факультет во ВГИК в мастерскую Карена Шахназарова, Андрея А. Эшпая и В. А. Фенченко.
В 2007 году на базе студии Mozga.ru снял независимый фильм «Рыжая и снег». Бюджет фильма составил всего 600 долларов. Фильм был тепло принят критиками и отмечен на многих российских кинофестивалях.
С 2009 года Амет-Хан Магомедов ведёт мастер-классы по сценарному мастерству в Школе Кино.

## Фильмография

### Актёр
- 2004 — К вам пришёл ангел — Оскар
- 2005 — Граффити — коллекционер автобусных билетов
- 2006 — Кошачий вальс — бармен
- 2010 — Поцелуй сквозь стену — эпизод
- 2017 — Доминика

### Режиссёр
- 2007 — Рыжая и снег
- 2013 — Запах вереска
- 2017 — Танцы на высоте!

### Сценарист
- 2006 — Кошачий вальс
- 2008 — Платон (совместно с Вартаном Акопяном)
- 2008 — Горячий лёд
- 2009 — Ночь бойца (совместно с Алексеем Колмогоровым)
- 2010 — Поцелуй сквозь стену
- 2011 — Кукарача 3D (мультфильм)
- 2013 — Запах вереска
- 2017 — Танцы на высоте!

### Монтажёр
- 2017 — Танцы на высоте!

## Призы и награды
За фильм «Рыжая и снег»:
- Первое место в номинации «Лучший игровой фильм» конкурса студенческих и дебютных фильмов «Святая Анна».[1]
- Приз Приз зрительских симпатий фестиваля «V Московская премьера».[2]
- Диплом конкурса «Кино без киноплёнки» фестиваля «Киношок» (2007).[3]
- Первый приз IV международного кинофестиваля «Новое кино. XXI век».[2]
- Приз зрительских симпатий от компании «Другое кино» на фестивале «КИНОТЕАТР.DOC».[4]
- Приз имени Сергея Добротворского от журнала «Сеанс».[5]
- Диплом и приз от Torrents.ru «Выбор Торрентс».